# Mallorca cristiana

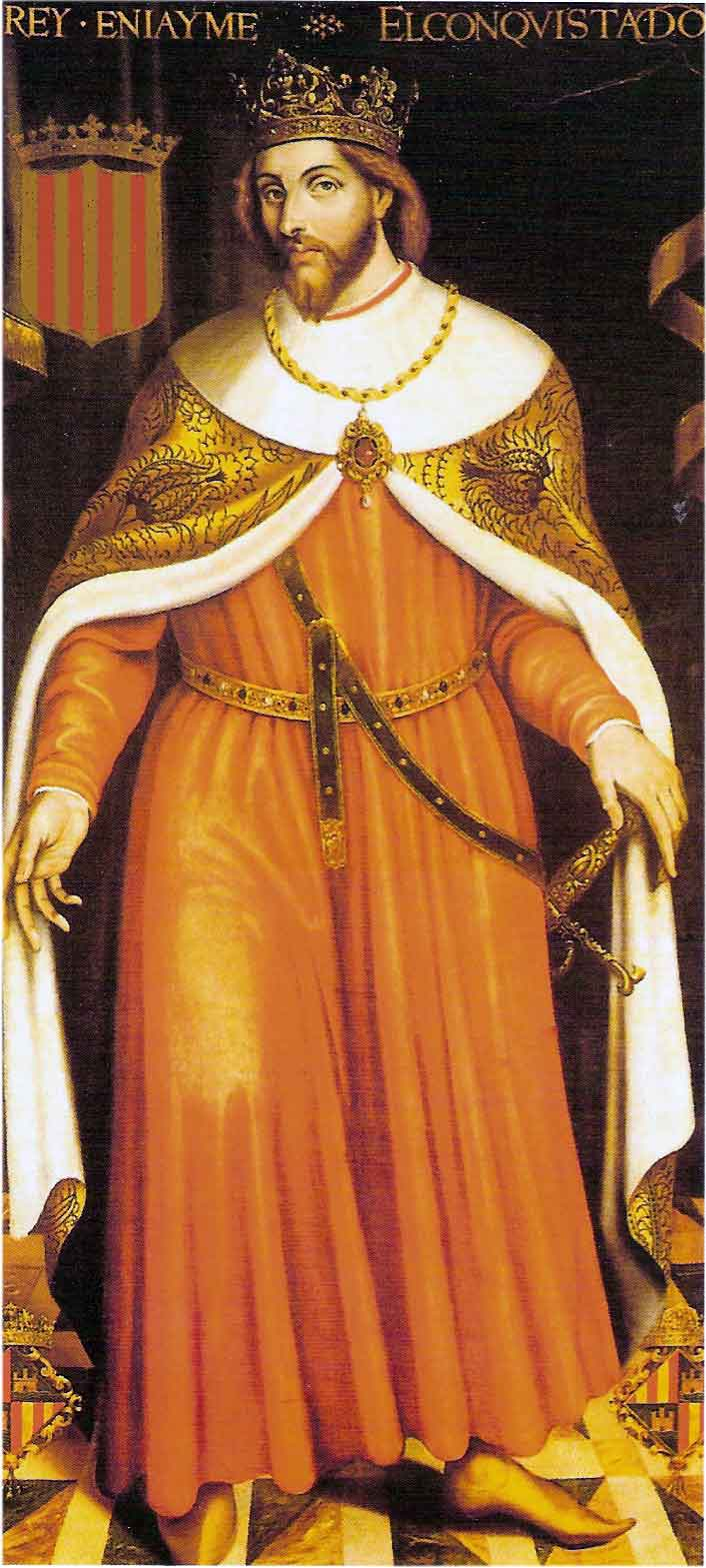
Król Jakub I Zdobywca

Mallorca cristiana – epos hiszpańskiego (katalońskiego) poety Damasa Calveta i de Budallèsa opowiadający o zdobyciu Majorki przez żyjącego w XIII wieku króla aragońskiego Jakuba I Zdobywcę. Poemat ten zalicza się do najważniejszych dzieł epickich w języku katalońskim. Został opublikowany w 1886. Poemat jest napisany przy użyciu różnych rodzajów wiersza i strof, między innymi oktawy, czyli strofy ośmiowersowej pochodzenia włoskiego rymowanej abababcc.
Los perills per uns y altres aumenta van
mentre obstacles y murs despareixian:
si las gatas y minas avansavan
refeyan los Alarbs tot quant destruhian.
A mena de termitas llaboravan
grans carenas de fanch, que no cedían 
al pes d' un cavaller, ab ensacadas
de sorra y orons deixantlas marletadas.